# アラニ・サントス
アラニ・サントス（Alani Santos、2004年 - ）はブラジル（リオデジャネイロ）に住む、ヒーリング系の超能力者の11歳（2015年現在）の女性である。
その特殊な治癒能力（ヒーリング）は胎児の頃からあったとされ、アラニを宿した母親の体に触れただけで、病気が治ったという人もいる。
アラニが生まれてからもなお、アラニの手などに触れた人々が次から次へと、どのような病でも完治してしまう。
「まともに歩くことが困難な重症の歩行障害を患った人が、アラニの治療を受けた直後トランス状態になり、目が覚めると同時に、杖なしで歩けるようになった」「エイズ」「がん」「子宮筋腫」あらゆる病気を治癒せしめてしまうと言われ、ブラジルでは「本物の神の使い」「神聖な力を神から授かった者」と大きな話題となっている。
具体的な治療法は「手をかざす」「身体に触れるだけ」であり、薬や光線といったものは一切使用しない。
一種の催眠術による暗示状態にかかっている可能性もあるが、とにもかくにも治っていることに間違いはない。
父親のアダウトは、教会の神父であり、週に2回ブラジルで儀式が行われる。
儀式とはアラニの治療を受けるというものである。